# ورنر بون
ورنر بون (آلمانی: Werner Bohne; ۲۵ سپتامبر ۱۸۹۵ – ۹ آوریل ۱۹۴۰) فیلم‌بردار سینما اهل آلمان بود.
وی فیلم‌بردار فیلم‌هایی همچون طلا و آمفیتروئون بوده‌است.